# Джекі Чан
Дже́кі Чан (англ. Jackie Chan, ім'я при народженні: кит. 陳港生, пін. Chén Gǎngshēng Чень Ганшен, що в перекладі: «Чан, народжений в Гонконгу»; нар. 7 квітня 1954, Сполучене королівство) — гонконзький, китайський та американський кіноактор, режисер, продюсер, каскадер, сценарист і співак, музикант, танцюрист. Почав свою акторську кар'єру в 1962 році і продовжує досі зніматись у фільмах. Володар почесної премії «Оскар» за видатні заслуги в кінематографі 2016 року.
За підсумками 2019 року перебуває на 11-му місці рейтингу Forbes серед найбільш високооплачуваних акторів; його заробіток склав $40 млн (80-те місце в загальному рейтингу знаменитостей).

## Дитинство
Народився 7 квітня 1954 року на Піку Вікторія в Гонконгу з ім'ям Конг-сан (мандаринською Чень Ганшен), що в перекладі означає Народжений у Гонконгу. Його батьками були: Чарльз (англ. Charles Chan, 1914—2008) і Лі-Лі Чан (англ. Lee-Lee Chan, Lily Chan, кит. 陳月榮, пін. Chén Yuèróng Чень Юежун, 1916—2002) — біженці від китайської громадянської війни (1927—1950). Йому дали прізвисько Пао-Пао (кит. 炮炮, пін. Pào pào «гарматне ядро»), бо Джекі був дуже товстий (при народженні важив 5 400 грамів). У нього також був брат (Соу-санг Чан) і сестра (Таі Чан), та дві сестри — доньки матері від першого шлюбу (Юлань та Ґуйлань). У зв'язку з тим, що батьки працювали на французького консула в Гонконзі, перші роки дитинства майбутнього актора пройшли на території проживання консула (Пік Вікторія).
Вступив до початкової школи «Нах-Хва» на гонконзькому острові, де провчився один рік — пізніше батьки забрали його звідти. 1960 року батько іммігрував у Канберру (Австралія), щоб працювати головним кухарем в американському посольстві, а хлопця відіслали до Китайського інституту дослідження опери, у школу пекінської опери, якою керував Ю Джим Єн (англ. Yu Jim-yuen, Ю Чжаньюань кит. 于占元, пін. Yú Zhānyuán, 1905—1997). Там Джекі вивчав акробатику і бойові мистецтва 10 років, усі тренування велися в суворому режимі. Пізніше він увійшов до «Сімки маленьких благостанів (щасливчиків)» (англ. Seven Little Fortunes, кит. 七小福, пін. qī xiǎo fú)) — групи акробатів, найкращих студентів школи. У «Сімці» хлопчик отримав сценічне ім'я Юень Ло (кит. 元樓, пін. Yuen Lo). Джекі став найкращим другом хлопців з колективу, в який він входив.

## Перші фільми

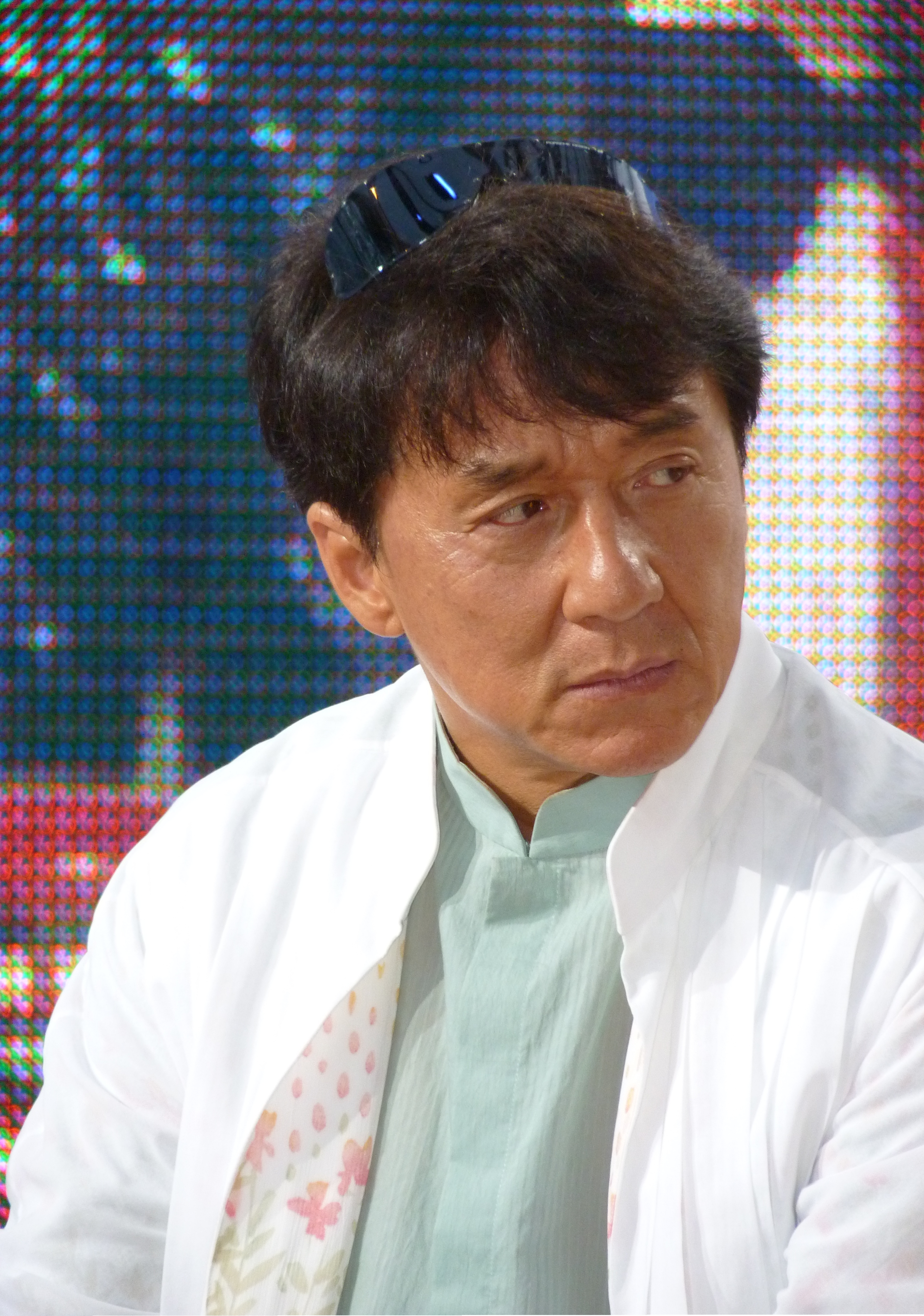
Джекі Чан на Каннському кінофестивалі 2012 року

Детальніше про фільми Джекі Чана в статті: Фільмографія Джекі Чана
У 8 років Джекі і його товариш Саммо Хунг із «Сімки маленьких» знялися у фільмі «Великий і малий Вонг Тін Бар» (1962), де Лі-Лі Хуа грала його матір. За цю роль він отримав гонорар у розмірі 12 доларів США. Також хлопчик знявся в фільмі «Лян Шаньбо та Чжу Інтай» (1963) та виконав маленьку роль в фільмі Кінга Ху «Випий зі мною» (1966).

Брюс Лі і Джекі Чан у фільмі «Вихід Дракона» (1973)

У 1971, після появи в іншому фільмі Конга Фу — «Торкнися Дзена», Джекі почав дорослу кар'єру справжнього актора. Спочатку він підписав контракт з кінокомпанією Chu Mu's Great Earth і уже в 17 років юнак працював каскадером у фільмах з Брюсом Лі «Кулак люті» і «Вихід Дракона».
Першу головну роль Чан отримав в фільмі «Маленький тигр із Кантона». Через потребу в роботі та відмови від прийняття Джекі в фільми, актор знявся в комедійному порнофільмі «Справи сімейні» — це був єдиний фільм з Чаном (до «Інцидента в Сіндзюку» 2009 р.), де актор не показував бойові сцени.
Джекі приїхав у Канберру до батьків в 1976 році, там він частково вчився в Коледжі Діксона і працював будівельником. Його колега на ім'я Джек взяв його під свою опіку і Чана почали називати «Маленький Джек», а пізніше «Джекі». Це прізвисько Чан носить і досі.

## Початок кар'єри
У 1976 Джекі Чан отримує телеграму від Віллі Чана — гонконзького продюсера, який був вражений трюками юнака. Віллі запропонував Джекі роль у фільмі режисера Ло Вея (1918—1996). Ло бачив Чана в фільмі Джона Ву «Рука смерті» і вирішив зробити з молодого актора нового Брюса Лі у фільмі «Новий кулак люті».
Його сценічний псевдонім був змінений на Лей Сіу Лунг (в перекладі на українську «Малий Дракон»), щоб підкреслити його схожість з Брюсом Лі. Фільм був невдалий, тому що бойовий стиль Джекі не був схожий до стилю Брюса. Попри провал стрічки, Ло Вей продовжував знімати фільми з подібними темами.
Першим хітом актора став фільм «Змія в тіні Орла». Кінофільм установив новий «комічний» жанр кунг-фу, і став новинкою для гонконзької аудиторії. Наступним став фільм «П'яний майстер», який нарешті зробив Чана ближчим до його зіркового успіху.
Пізніше Джекі повернувся до студії режисера Ло Вея, і той намагався скопіювати комічний хіт «П'яного майстра» у фільмах «Трохи про кунг-фу» і «Астральне кунг-фу». Також Ло Вей дозволив Чану знятися з Кенет Тсангом у фільмі «Безстрашна гієна».
Згодом Віллі Чан покинув кінокомпанію, порадивши Джекі вирішити, чи залишатися в Ло Вея. Під час знімання другої частини «Безстрашної гієни» Чан порушив контракт і приєднався до кінокомпанії Golden Harvest, через що розлючений Ло Вей певний час шантажував Джекі тріадами.

## Комедійний жанр
Віллі Чан став особистим менеджером і хорошим другом Джекі, так тривало понад 30 років. Він допоміг піднятися Джекі на міжнародний рівень.
Першим голлівудським фільмом Джекі була «Бійка в Бетл Крик» (1980), тоді Чан отримав невелику роль у стрічці Перегони «Гарматне ядро» (1981), яка зібрала $100 млн у світовому прокаті. Попри те, що вся увага в цьому фільмі була приділена американському актору Берту Рейнольдсу, Джекі все одно залишився задоволений і вражений такими великими касовими зборами.
Після провалу свого американського фільму «Захисник» (1985), Джекі на деякий час залишив спроби пробитися в кіноіндустрію США.
Зате на той час Джекі був дуже популярним актором в Азії, також успішно просувалися його фільми з японським дубляжем, такі як «Молодий майстер» (1980) і «Лорд Дракон» (1982).
Далі Чан почав зніматися зі своїми старими друзями з «Сімки маленьких щасливців»: Саммо Хунгом і Єн Біяо. Уперше трійка з'явилась у фільмі «Проєкт А», потім «Три брати» знялись у трилогії «Мої щасливі зірки» (1985) і «Закусочна на колесах» (1984). Цього ж року Чан зняв власний фільм «Поліцейська історія», що в 1986 отримав нагороду Гонконзьку кінопремію як найкращий фільм року. У 1987 Джекі знявся в «Обладунках Бога»: фільм зібрав гігантські на той час $35 млн.

## Голлівудська зірка

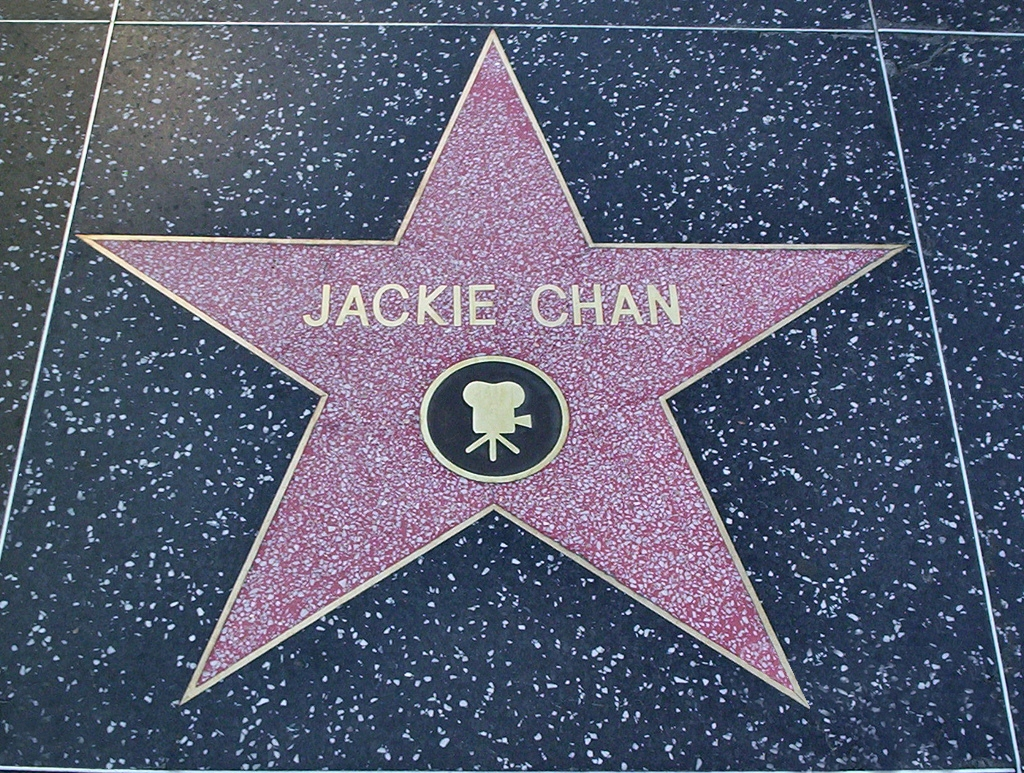
Зірка Джекі Чана у Голівуді

У 1988 р. після виходу стрічки «Дракони назавжди» Джекі став зіркою із «Трьома братами» — він, Саммо Хунг і Єн Біяо.
Наприкінці 1980-х і початку 1990-х, Джекі, усіяний зірками у ряді успішних продовжень фільмів, що починаються з «Поліцейської історії 2», яка в 1989 р. отримала Гонконзьку кінопремію в категорії «найкраща постановка бойових сцен».
Успіх Чана продовжувався фільмами: «Обладунки Бога 2: Операція Кондор», «Поліцейська історія 3: Суперполіцейський», «Історія про п'яного майстра» і дуже успішною кінострічкою «Поліцейська історія 4: Перший удар», що здобула Джекі одразу декілька нагород і рекордні касові збори.
У 1994 році Джекі Чан отримав премію MTV «за досягнення на життєвому шляху».
У США Джекі відмовляється від ролей злодіїв. Так, Сільвестр Сталлоне запропонував йому зіграти вбивцю у фільмі «Руйнівник», але Чан відмовився (ту роль виконав Веслі Снайпс), також актору запропонували роль у «Смертельній зброї 4», яку зіграв Джет Лі.
Нарешті в 1995 році після виходу його американського фільму «Бійка в Бронксі», Джекі став по-справжньому популярний. Після невдалого фільму «Містер Крутий» (1997), вийшов перший голлівудський касовий хіт Чана «Година пік» (1998), який зібрав $141 млн тільки в США.

## Драматичні ролі. Сучасні роботи
У 1998 році Джекі зняв свій останній фільм з Golden Harvest — «Хто я?». Покинувши студію, Чан зняв свою першу мелодраму — Неперевершений (1999), яка була заснована на реальних відносинах Джекі. 2000 року з'явилася відеогра на PlayStation з назвою «Джекі Чан — майстер трюків», де сам актор озвучив та вигадав рухи в грі.

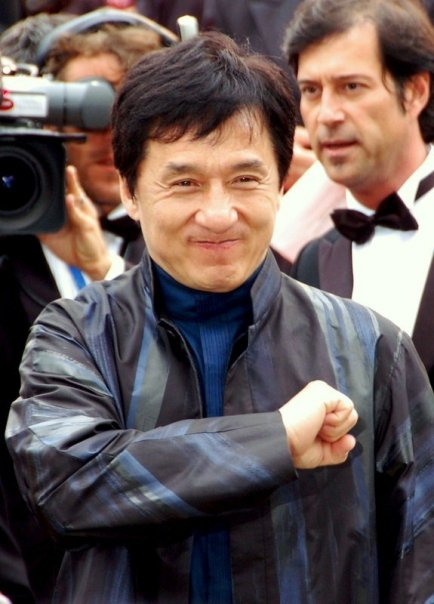
Джекі Чан на Каннах (2008)

Подальші роботи в Голлівуді теж були порівняно успішними, а фільм «Година Пік 2» (2001) став найкасовішою кінороботою актора, зібравши в світовому прокаті понад 347 мільйонів доларів. Інші роботи такі: «Шанхайський полудень» (2000), «Смокінг» (2002), «Шанхайські лицарі» (2003), «Навколо світу за 80 днів». Проте Чан не забував і про рідний Гонконг, і заснував там свою кіностудію — JCE Movies Limited (Імператорська корпорація кінофільмів Джекі Чана). В Гонконгу виходять такі драми як: «Нова поліцейська історія» (2004), «Міф» (2005) і «Роб-бі Гуд» (2006).
У 2000 р. Джекі вигадує фантастичний мультсеріал — «Пригоди Джекі Чана» (було випущено 95 серій), що випускався до 2005 року.
У 2007 році виходить третя частина американської комедії «Година Пік 3». У 2008 Джекі озвучив одного з героїв у мультфільмі студії Dream Works Animation Кунг-фу Панда, де його партнерами були: Джек Блек, Анджеліна Джолі, Дастін Хофман та ін. Мультфільм зібрав майже 632 млн доларів в світовому прокаті. В цьому ж році, актор зіграв одну з головних ролей з Джетом Лі, у фільмі «Заборонене царство».
У 2009 р. Джекі Чан знявся в психологічній драмі «Інцидент у Сіндзюку», в якому виконав роль іммігранта з Китаю, який намагається потрапити до Японії.
У лютому 2010 року на екрани вийшов фільм «Шпигун по сусідству» — американський сімейний фільм, де Джекі грає дбайливого шпигуна та стрічка «Маленький великий солдат»
Влітку 2010 року вийшов фільм «Карате-кід», який став ще одним касовим хітом актора, зібравши 334 млн доларів (на 10 вересня 2010 року).

## Трюки
Більшість трюків у фільмах Джекі виконує сам, і вигадує їх разом зі своєю трюковою командою. Для знімання трюків інших акторів, які не в змозі їх виконати, також використовує каскадерів із своєї команди. Ці принципи застосовувалися у стрічці «Хто я?», де іноземних акторів (в деяких сценах) замінювали китайськими і австралійськими акробатами. Щоб глядачі не помічали різниці між актором і каскадером, «команда Джекі» знаходиться завжди в русі, або знімали сцени так, щоб їх обличчя були затінені.
За своє життя Джекі отримав величезну кількість травм. Найнебезпечніша з них була під час знімання фільму «Обладунки Бога», коли актор, впавши з дерева розбив собі череп. Через це усі азійські страхові компанії відмовляються страхувати актора, а в США йому забороняють робити небезпечні трюки.
Також Чан робить багато дублів для того, щоб добитися хорошого трюку. Наприклад, для знімання трюку з бадмінтоном у стрічці «Лорд Дракон» актор здійснив 2900 дублів.
Щоб підкреслити, що всі трюки Джекі виконує сам, в кінці більшості фільмів актор показує кадри зі знімання фільму.

## Кар'єра співака
Перші вокальні уроки у Джекі були ще в Пекінській оперній школі. Професійну кар'єру співака він почав з 1984 і продовжує її до сьогодні. Зараз Чан випустив 20 альбомів. Він виконує пісні на різних мовах: кантонська, мандарин, японська, тайванська і англійська. Свої пісні Джекі часто використовує до кінцевих титрів своїх фільмів. Цікаво, що пісня з фільму «Поліцейська історія», була відібрана Гонконзькою королівською поліцією як реклама вербування в 1994 р.
Також Джекі виконував пісню «Мені важко сказати до побачення» на церемонії завершення Літніх Олімпійських ігор в Пекіні.

## Благодійність
Джекі Чан широко відомий своєю добродійною діяльністю і бере участь у великій кількості різних проєктів. Він часто виступає як «посол доброї волі» в різних акціях, на зразок допомоги постраждалим від цунамі в Індійському океані в 2004 році, або від повені в континентальному Китаї. У червні 2006 року він оголосив, що заповідає на добродійні цілі половину свого статку. Він також сказав, що дуже поважає філантропічні схильності Білла Гейтса і Воррена Баффетта.
У 2003 році Джекі Чан провів в Берліні декілька тижнів, що було пов'язано зі зніманням фільму «Навколо світу за 80 днів». За цей час він закохався в «берлінських ведмедиків». Він виступив за те, щоб виставка «United Buddy Bears», учасники якої виступають за мир у всьому світі, приїхала в 2004 році до Гонконгу і була представлена там на піку Вікторії.
Після землетрусу 2008 року в Сичуані, Джекі пожертвував 10 млн юанів на потреби потерпілим. Крім того, він планує зняти фільм про цей землетрус, щоб віддати касові збори інвалідам катастрофи.

### Благодійний фонд Джекі Чана
Заснований в 1988 році благодійний фонд Джекі Чана, допомагає всім бідним, жертвам стихійного лиха і хворим людям.
Головні пункти фонду Джекі це:
- Гімназія Джекі Чана в Університеті Лінгнен.
- Перехідний кубок Джекі Чана.
- Сімейна одиниця Джекі Чана.
- Джекі Чан — цілий центр розвитку людини.
- Реконструкція Гонконзької академії.
- Медичне фінансування в Китаї.
- Медичне пожертвування в Гонконзі.
- Підтримка головних видів мистецтва.
- Молодіжні програми розвитку.

## Нагороди
- Кавалер Ордена Британської імперії
- Найкращий актор (10 нагород)
- Найкраща хореографія дії (7 нагород)
- Найкраща картина
- Найкращий режисер
- Найкраще пісенне супроводження
- Оскар

## Премія «Оскар»
У суботу, 12 листопада 2016 року, в Лос-Анджелесі відбулася церемонія вручення «губернаторських нагород» (англ. Governor Awards). Ця премія належить до розряду почесних «Оскарів». Вона дає право Американській кіноакадемії розширити коло людей, яких хотілося б відзначити за внесок у кіномистецтво. Лауреати отримують традиційні золоті статуетки, більш знані як «Оскар».
Винагородили чотирьох персон: актора Джекі Чана (Премія «Оскар» за видатні заслуги в кінематографі), монтажера Енн Коутс, фахівця з кастингу (відбір акторів для знімання у той чи інший фільм) Лінн Сталмастер та театрального режисера Фредеріка Вайзмена.
«Після 56 років у кіноіндустрії, понад 200 фільмів, після стількох зламаних кісток, він нарешті мій», — жартома відзначив 62-річний актор під час нагородження на святковій зоряній гала-вечірці.
Чана на сцені привітало багато зірок Голлівуду, таких як Сільвестр Сталлоне, Люпіта Ніонго, Том Генкс, Мішель Єо, Кріс Такер.

## Почесні звання
- Почесний громадянин міста Сеул

## Погляди
Попри те що Батьківщина Джекі Чана — Гонконг, він підтримав введення закону про нацбезпеку, який заборонив неузгоджені з владою протести в Гонконзі, а також виявив бажання вступити в компартію Китаю. Через це в Гонконгу бойкотують фільми і виступи актора.

## Джекі Чан і Україна
Фільми із Чаном транслювали в Україні із часів незалежності на багатьох українських телеканалах.
1996 року Чан зняв фільм «Поліцейська історія 4: Перший удар», у ньому головний герой вирушає до Сімферополя, щоб знайти винуватця-розкрадача українських ядерних ракет. Знімання проходили в Сімферополі, також у стрічці взяла участь Ялтинська кіностудія художніх фільмів. Крім знімань, Чан декілька разів приїжджав до України.
Офіційний українській голос Чана це Андрій Твердак, проте багато фільмів за участі Джекі озвучив Дмитро Завадський.

## Цікаві факти
- Джекі Чан має свої «зірки» на Алеї Слави в Голлівуді і Авеню Зірок в Гонконгу.
- У своїх фільмах Джекі ніколи не вживає нецензурної лексики, він хоче бути позитивною рольовою моделлю для дітей, крім того Чан відмовляється від ролей бандитів і вбивць.
- В багатьох фільмах Джекі називають «коротуном», але насправді він не такий низький. Зріст актора — 175 см, а середній зріст китайця — 164,8 см, середній зріст на планеті — 173 см.
- Актор має зв'язки з автокомпанією Mitsubishi Motors і використовує авто цієї марки у всіх своїх улюблених фільмах.

## Фільмографія
Детальніше про фільми Джекі Чана в статті: Фільмографія Джекі Чана

## Більше
- Джекі Чан знявся у новому фільмі «Сусід-шпигун» [Архівовано 30 грудня 2013 у Wayback Machine.]
- Джекі Чан і Енді Лау співпрацюють у фільмі «Новий храм Шаолінь» [Архівовано 5 березня 2016 у Wayback Machine.]
- Джекі Чан і «United Buddy Bears» [Архівовано 24 червня 2011 у Wayback Machine.]